# Ja’el Dekelbaum
Ja’el Dekelbaum, hebr. ‏יעל דקלבאום‎, ang. Yael Deckelbaum (ur. 7 lipca 1979 w Jerozolimie) – izraelska piosenkarka i gitarzystka, śpiewająca po hebrajsku i angielsku oraz aktywistka pokojowa. Członkini ruchu Women Wage Peace, powstałego w następstwie konfliktu izraelsko-palestyńskiego w 2014 roku.

## Życiorys

### Młodość
Urodzona w Jerozolimie z ojca Kanadyjczyka i matki Izraelki dorastała w niewielkiej miejscowości koło Jerozolimy. Jej ojciec, David Deckelbaum, z zawodu dentysta, wieczorami grywający na banjo, założył izraelski zespół folkowy, Jerusalem Taverners (występujący i nagrywający w latach 1976–2002). Uczył Ja’el śpiewu od najmłodszych lat. To on po raz pierwszy umożliwił ośmioletniej córce zaprezentowanie się na scenie podczas festiwalu Drabina Jakubowa. Dzięki stałemu wsparciu ojca wychowała się na muzyce folk, pop, rocku lat 60., muzyce country i pieśniach irlandzkich oraz na piosenkach takich wykonawców jak: Bob Dylan, Leonard Cohen i Joni Mitchell.

### Kariera artystyczna i społeczna
Mając 16 lat zdobyła pierwszą nagrodę w krajowym konkursie na najlepszą młodą piosenkarkę – wykonawczynię własnych piosenek. Na scenie towarzyszyli jej Jonatan Lewi i Sza’ul Eszet, jej przyszli współpracownicy. Występowała w klubach nocnych, na festiwalach śpiewając folkowe piosenki i wykonując covery Janis Joplin, Joni Mitchell i innych.
W 1999 roku wystąpiła jako solistka z Izraelską Orkiestrą Filharmoniczną na koncercie zorganizowanym na cześć The Beatles. Koncert była  częścią światowego tournée, którego producentem, reżyserem i dyrygentem był George Martin (były aranżer i producent zespołu). Poznała wówczas piosenkarza Szelomo Arciego, z którym koncertowała przez ponad rok.
W 2004 roku Deckelbaum założyła, razem z Daną Adini i Keren Karoliną Awrac, tercet Habanot Nechama (Dziewczyny Pocieszenia). W 2007 roku zespół zadebiutował sygnowanym własną nazwą albumem, który w ciągu dwóch tygodni zdobył w Izraelu certyfikat Platynowej Płyty. W roku następnym ukazał się singiel zespołu, „So Far”, który został sprzedany w liczbie ponad 50 tysięcy kopii stając się w Izraelu hitem nr 1.
Przez kolejne pięciu lat występowała solo i z zespołem w całym Izraelu, jednocześnie tworząc i nagrywając materiał muzyczny na swój pierwszy solowy album. Współpracowali z nią wówczas: Jonatan Lewi (przyszły producent muzyczny albumu), klawiszowiec Sza’ul Eszet, gitarzysta Dani Dromi oraz perkusista Nir Mancur.
Album, zatytułowany Ground Zero, ukazał się w 2010 roku. Deckelbaum śpiewała i grała na gitarze. Była również autorką tekstów wszystkich 10 utworów, ich kompozytorką (oprócz jednego, który skomponował Jonatan Lewi) i współaranżerką. Album wydała we Francji miejscowa wytwórnia płytowa, Bad Reputation.
W 2011 roku wydała, tym razem w rodzinnym kraju, pod szyldem wytwórni The Eighth Note album שמחה ועצב (Joy & Sadness, nagrany w języku hebrajskim).
W 2015 roku wydała swój trzeci album, Enosh – אנוש.

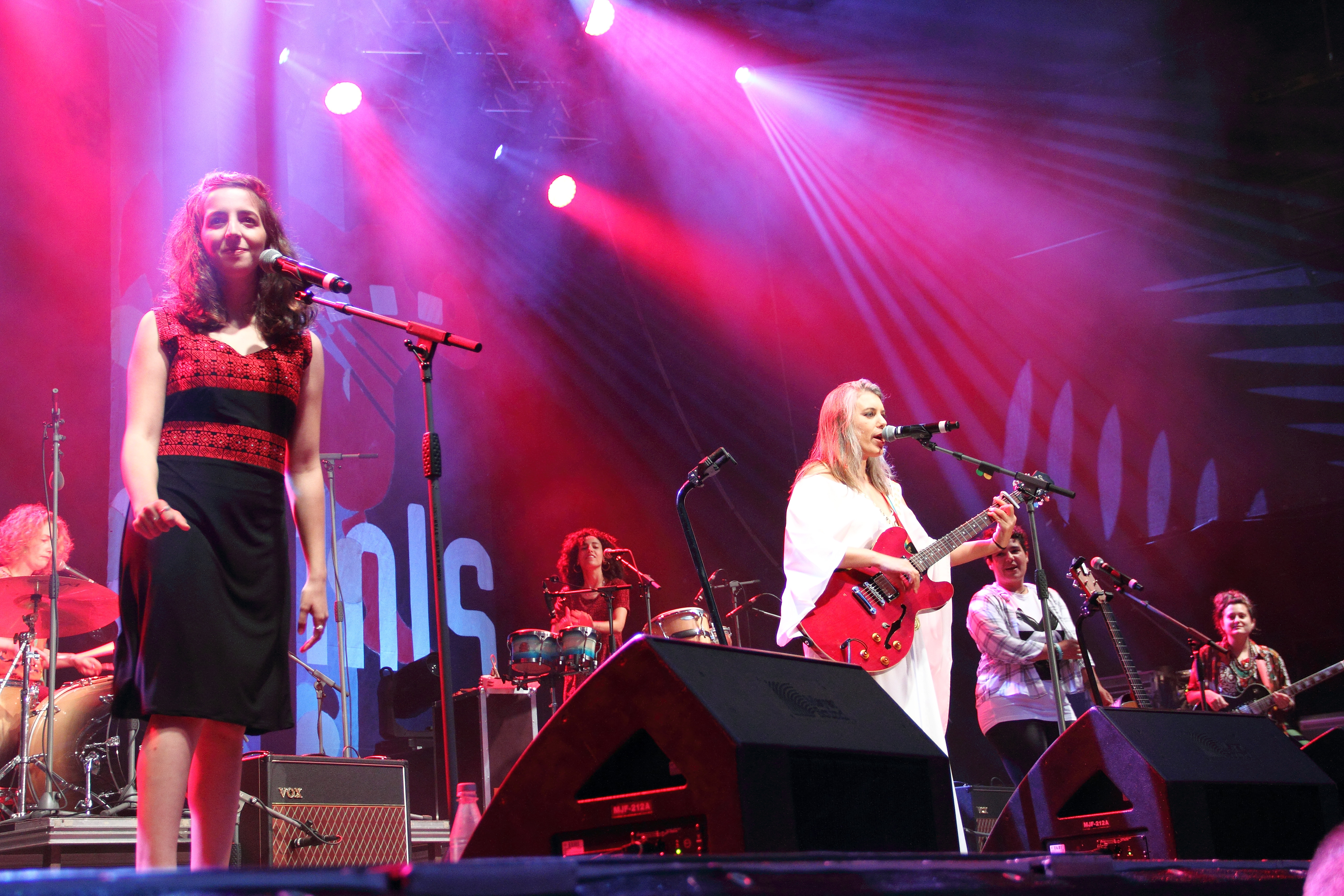
Yael Deckelbaum z zespołem The Mothers (Rudolstadt-Festival, 2018)

Znaczącym osiągnięciem Deckelbaum stała się współpraca z izraelskimi i palestyńskimi kobietami związanymi z rosnącym, oddolnym ruchem Women Wage Peace. Został on założony w następstwie operacji Ochronny Brzeg, podczas konfliktu izraelsko-palestyńskiego w 2014 roku, kiedy to kobiety reprezentujące wszystkie warstwy społeczeństwa izraelskiego zjednoczyły się, aby wywrzeć nacisk na rząd w celu osiągnięcia pokoju między Izraelczykami a Palestyńczykami.
W październiku 2016 roku tysiące żydowskich i arabskich kobiet wzięło udział w marszu nadziei nad Morze Martwe, aby wspólnie modlić się o pokój. Kulminacja marszu nastąpiła 19 października, kiedy to ponad 4000 kobiet uczestniczyło we wspólnej żydowsko-muzułmańskiej modlitwie o pokój w Kasr al-Jahud, na północnym krańcu Morza Martwego. Tego samego wieczoru grupa zgromadziła 15000 swoich członków w proteście przed rezydencją premiera Binjamina Netanjahu w Jerozolimie, wzywając go do działania. Deckelbaum skomponowała utwór „Prayer of the Mothers”, wykonywany przez zespół kobiet izraelskich i palestyńskich – żydówek, chrześcijanek i muzułmanek oraz świeckich. Piosenka, mająca ponad 3,5 miliona wyświetleń na YouTube (lipiec 2017), stała się na całym świecie hymnem nadziei, wykonywanym przez część zespołu na festiwalach i koncertach.

W najbliższych miesiącach pojadę do Brazylii, Argentyny, Francji i Stanów Zjednoczonych. Zapoczątkowałyśmy ten ruch, który czekał, by się ujawnić.